# 110293 Oia
110293 Oia este un asteroid din centura principală de asteroizi.

## Descriere
110293 Oia este un asteroid din centura principală de asteroizi. A fost descoperit pe 25 septembrie 2001 la Observatorul Desert Eagle de William Kwong Yu Yeung. Asteroidul prezintă o orbită caracterizată de o semiaxă mare de 2,60 ua, o excentricitate de 0,04 și o înclinație de 2,8° în raport cu ecliptica.